# Alfred James Wilmott
Alfred James Wilmott (* 31. Dezember 1888 in Tottenham, Middlesex; † 26. Januar 1950 in South Kensington, London) war ein englischer Botaniker. Sein offizielles botanisches Autorenkürzel lautet „Wilmott“; früher war auch das Kürzel „Wilm.“ in Gebrauch.
Bald nach seiner Geburt zog die Familie nach Cambridge, wo sein Vater am Homerton Training College Geschichte, Griechisch und Latein lehrte. Wilmott besuchte die New Cambridge County School und erhielt ein Stipendium, um in Cambridge zu studieren. 1906 immatrikulierte er sich am St. John’s College. Er war zuerst an Schmetterlingen interessiert, aber wandte sich bald der Botanik zu und legte während seines Studiums ein Herbarium an. Er schloss sein Studium der Naturgeschichte mit sehr gutem Erfolg ab und erhielt 1910 die Hutchinson Scholarship. Er arbeitete danach als Assistent am Merton College.
Wilmott war am Natural History Museum, damals noch Teil des Britischen Museums in London als Kurator für britische und europäische Herbarien tätig. Er war Herausgeber der 1922 erschienenen 10. Auflage des Werks Manual of British Botany von Charles Cardale Babington, veröffentlichte aber auch 14, überwiegend kleinere, Beiträge in der Zeitschrift Watsonia.
1916 (mit T. Lofthouse) und 1927 (mit Charles Lacaita) besuchte er Spanien, insbesondere die Sierra Nevada, um Pflanzen zu sammeln. Sein Interesse galt hier besonders den Salicornia.
Wilmott war außerdem ein begabter Klavier- und Tischtennisspieler, der im englischen Nationalmannschaft spielte und sich der Verbesserung von Tennisbällen widmete.
Mit seiner Frau Wilmott Jessie Eveline hatte er einen Sohn, John Wilmott. Wilmott verstarb an einem Herzinfarkt.